# Willy Henke
Willy Henke (* 26. Oktober 1902 in Hamburg; † 5. Februar 1982 in Dassendorf) war ein deutscher politischer Funktionär (NSDAP) und SA-Führer, zuletzt im Rang eines SA-Brigadeführers. Er war unter anderem für die Verwaltung für einen großen Teil der während des Zweiten Weltkriegs nach Hamburg verbrachten Zwangsarbeiter zuständig.

## Leben
Henke trat zum 16. April 1925 der NSDAP bei (Mitgliedsnummer 1.652).
Spätestens im Jahr 1936 war er Leiter der Abteilung „Information“ der DAF-Gauverwaltung in Hamburg.
In späteren Jahren fungierte er als Fachabteilungsleiter der Gauleitung Hamburg der DAF, bevor er 1941 als Gaubetriebsgemeinschaftsverwalter die Leitung des in diesem Jahr geschaffenen Hauptabteilungsgebietes II (Gaubetriebsgemeinschaften) übernahm. Des Weiteren bekleidete er das Amt eines „Gaubeauftragten für die Lagerbetreuung“ der DAF in Hamburg. In dieser Eigenschaft war er für die Verwaltung und Durchschleusung der nach Hamburg verbrachten, zum Teil freiwilligen, größtenteils aber zwangsrekrutierten, Arbeitskräfte zuständig. Einen Indikator für die Dimension seiner Wirksamkeit auf diesem Gebiet liefert ein Bericht Henkes vom August 1942, in dem er angibt, dass inzwischen 65.000 ausländische Arbeiter in Hamburg „durchgelaufen“ seien, wovon 31.000 zu diesem Zeitpunkt in der Stadt arbeiteten.
Seinen höchsten Rang in der SA erreichte Henke mit der Beförderung zum Brigadeführer zum 5. August 1943.